# Что такое теософия?
«Что такое теософия?» (англ. What Is Theosophy?) — редакционная статья Елены Блаватской, опубликованная в октябре 1879 года в теософском журнале The Theosophist. Вошла во второй том собрания сочинений автора, в 1994 году был опубликован её русский перевод.

## Определение теософии
Блаватская пишет, что, «согласно лексикографам, термин теософия составлен из двух греческих слов: теос — „бог“ и софос — „мудрый“». Уэбстер определяет её как «предполагаемое общение с Богом и высшими духами и последовательное достижение сверхчеловеческого знания: с помощью определённых физических процессов — как того добивались через теургические действа некоторые древние платоники, или путём химических процессов — немецкие философы огня». Автор считает это толкование неудачным, называя его «довольно легкомысленным объяснением». Она пишет, что Воган предлагает «более удачное и более философское» определение:

«Теософ — это тот, кто предлагает вам доктрину о Боге или творениях Бога, не являющуюся откровением, но боговдохновенную в своей основе». С этой точки зрения, каждый мыслитель и философ, тем более каждый основатель новой религии, философской школы или ордена, является теософом. Следовательно, теософия и теософы существовали с той самой поры, когда первый проблеск нарождающейся мысли заставил человека искать средства выражения своего собственного независимого мнения.
Чтобы дать полное определение теософии, Блаватская предлагает рассмотреть её во всех аспектах. Она пишет: «Внутренний мир не скрыт от нас непроницаемой тьмой. С помощью высшей интуиции, приобретаемой благодаря Theosophia — или божественному знанию, которое переносит ум из мира форм на уровень духа вне формы, во все века и во всех странах людям иногда удавалось ощущать вещи внутреннего, или невидимого мира». Все упоминаемые далее автором теософы-предшественники, среди которых: индийские аскеты (йогины, практикующие медитацию, или самадхи), неоплатоники, розенкрейцеры, или философы огня, и другие мистики были вовлечены в «поиски божественного „Я“ человека», которые сопутствовали описанной ею теургии. Согласно Ямвлиху, теургия была, как она указывает в своей статье, «искусством применения божественной энергии человека для подчинения слепых сил природы».
Эти поиски нередко принимались за «общение с личностным Богом», что не соответствовало действительности, но они занимали всех мистиков во все времена. Автор приводит слова члена Королевского общества Уоллеса, спиритуалиста, который, как она пишет, «смело и откровенно» заявил:

«Чувствует, ощущает и думает один лишь дух — это он приобретает знания, размышляет и устремляется… Нередко встречаются люди с такой конституцией, что их дух может воспринимать независимо от телесных органов чувств или может, частично или полностью, покидать на время своё тело и возвращаться в него вновь… Дух сообщается с духом легче, чем с материей».
Профессор Дж. Сантуччи писал, что, согласно Блаватской, теософия, или божественная мудрость, — это «наивысшая истина о Боге, вселенной и человеке». Истина эта в своей чистой форме является изначальной — в том смысле, что она существовала на заре человеческой истории; эзотерической, поскольку её изучение позволено лишь тем немногим, кто способен постичь подобное знание; и универсальной, так как великие умы всех частей света провозглашали одну и ту же мудрость. Однако, несмотря на свой эзотерический характер, по меньшей мере частично эта истина была «известна в любой стране, претендующей на наличие цивилизации».

## Центральная идея теософии
Сантуччи писал, что, «по словам Блаватской, теософия относится к ряду учений, ясно формулирующих своё отношение к Высшей Сущности (the Supreme), макрокосму (вселенной, или природе) и микрокосму (человеку)». В своей статье она впервые излагает теософское положение о «единой Высшей Сущности, Неведомой и Непознаваемой». Она пишет, что эта идея была «центральной идеей эклектической теософии». Это положение позднее было развёрнуто автором в прологе её «Тайной доктрины», где говорится о том, что «существует некое Вездесущее, Вечное, Беспредельное и Неизменное Начало (Принцип), все рассуждения о котором не имеют никакого смысла, поскольку оно выходит за пределы человеческого понимания».
По мнению профессора Ю. Шабановой, «немецкому идеализму, с которым традиционно связывают рационализм и даже панлогизм», не была чужда идея теософии. «Той теософии, которая, — согласно Блаватской, — побуждала таких людей, как Гегель, Фихте и Спиноза продолжать труд  греческих  философов  и  размышлять  о  Единой  Сущности  —  Божестве, Всебожественном, исходящем от Божественной Мудрости — непостижимой, неведомой и невыразимой, на основе любой древней и современной религии». Упомянув эти проявления теософии, автор статьи заявляет:

«Итак, каждый теософ, разделяющий доктрину о Божестве, „которая не является откровением, но боговдохновенна в своей основе“, может подпадать под любое из этих определений или принадлежать к любой из этих религий, но всё же оставаться в рамках теософии. Ибо последняя представляет собою веру в Божество, которое есть Всё — источник всего сущего, беспредельность, которую нельзя постичь или узнать; одна лишь вселенная раскрывает Это, или, как предпочитают говорить некоторые, Его, тем самым наделяя полом (англ. giving a sex), антропоморфизируя это божество, что является богохульством».
Блаватская цитирует «прекрасное», по её мнению, эссе о Сверхдуше Эмерсона: «Я, несовершенство, поклоняюсь своему собственному Совершенству»; ссылается на Плотина, который считал тайный гнозис, или знание теософии, единством убеждения, изучения и озарения: «Средством или инструментом первого является чувство или восприятие, второго — диалектика, а третьего — интуиция. Рассудок подчинён интуиции — это абсолютное знание, основанное на слиянии сознания с познанным объектом». Далее она пишет: «Теософия — это, можно сказать, точная наука психологии; она имеет такое же отношение к естественному, неразвитому медиумизму, как знания Тиндаля к познаниям школьника в физике».

## Критика
Как откровенные идейные противники учения Блаватской, так и претендующие на объективность исследователи западного эзотеризма, одинаково заинтересованы в отделении современной теософии от теософии классической: так, по мнению Бердяева, «модные „теософические“ течения испортили прекрасное слово „теософия“ и заставили забыть существование подлинно христианской теософии», а, по словам профессора Февра, то, что Блаватская называла «теософией», в действительности представляет собой лишь её собственную доктрину.
Позиция Генона по отношению к Блаватской выглядит логически безупречной: если она называла своих последователей теософистами, а не теософами, то и её «псевдорелигия» должна была называться «теософизмом» (фр. théosophisme), а не теософией. По его мнению, «теософизм» представляет собой «беспорядочную смесь неоплатонизма, гностицизма, еврейской каббалы, герметизма и оккультизма».
«Католическая энциклопедия», отметив, что доктрина  Блаватской представляет собой «странную смесь мистики и шарлатанства», вынесла вердикт: «Отрицание современной теософией личностного Бога аннулирует её притязания называться духовной философией». Позиция Русской православной церкви в этом вопросе, которую выразил в своей книге кандидат богословия Д. Дружинин, не менее категорична.
По мнению П. Сендера, современного теософа, и «христианская теософия» Бёме, и «оккультная теософия» Блаватской, и «психологическая теософия» Кришнамурти (если можно дать им эти характеристики), хотя и различны по языку и понятиям, тем не менее, «являются теософскими учениями», поскольку все они стремятся пробудить в стремящемся Божественную Мудрость. Теософские общества, призванные стать ядром всеобщего братства людей, должны оставаться открытыми для «универсальной теософии», для всего, что может помочь морально и духовно возвысить людей, принадлежащих к разным расам, религиям, полу, касте и цвету кожи. В противном случае они превратятся в обычные секты, проповедующие «стереотипное вероучение» для узкого круга людей, а это будет их поражением.

## Публикации
- What Is Theosophy? (англ.) // The Theosophist : журнал. — Bombay: Theosophical Society, 1879. — October (vol. 1, no. 1). — P. 2—5.
- What Is Theosophy? // Collected Writings / под ред. B. De Zirkoff. — Wheaton, Ill: Theosophical Publishing House, 1967. — Vol. 2. — P. 87—97.

Переводы
- Что такое теософия? // Новый Панарион. — М.: МЦФ, 1994. — 512 с. — (Е. П. Блаватская).
- Что такое теософия? // В поисках оккультизма / пер. с англ. Т. О. Сухоруковой. — М.: Сфера, 1996. — С. 331—343. — 448 с. — (Белый Лотос). — ISBN 5-87212-035-4.
- Что такое теософия? // Тайная доктрина теософии / сост. Е. А. Логаева. — М.: Сфера, 2006. — 480 с. — (Е. П. Блаватская — потомкам). — ISBN 5-93975-717-7.

## Комментарии
1. ↑  The Theosophist, Vol. 1, № 1, October, 1879, pp. 2—5.[1]
2. ↑  Cit. Blavatsky, What Is Theosophy?[5]
3. ↑  Сантуччи уточнил, что здесь упоминается «теургия неоплатоников, таких как Ямвлих, и философов огня, описанных, например, Харгрейвом Дженнингсом».[5]
4. ↑  Блаватская объясняет термин «теософия», описывая, кто такой теософ. С этой целью она использует определение Вогана.[6]
5. ↑  Cit. Blavatsky, What Is Theosophy?[6][7]
6. ↑  Cit. Blavatsky, What Is Theosophy?[7]
7. ↑  Вл. Соловьёв писал, что, по объяснению Блаватской, теософия есть «не религия, а божественное знание или наука». Сам термин относится не к единому Богу, а к любым богам и означает не мудрость Бога, а божественную мудрость.[9]
8. ↑  «Происхождение этого термина, по утверждению основателей теософии [Блаватской], восходит к школам неоплатоников, однако самые ранние элементы теософии сложились в Древней Индии, а термин „теософия“ имеет свой аналог на санскрите — „брахмавидья“ (божественная мудрость)».[4] «Теософия [Блаватской] — религиозно-мистическое учение, основанное на вере в Единый Абсолют — Непостижимого Бога, на законе кармы и перевоплощении души, на идее бесконечной космической эволюции».[10]
9. ↑  See, Blavatsky, What Is Theosophy?[7]
10. ↑  См. Блаватская, Что такое теософия?[8]
11. ↑  Внутренняя божественность была известна под разными именами: внутренний Бог, высшее «Я», Учитель; соединение с этим божественным «Я» давало мудрость.[11]
12. ↑  Цит. Блаватская, Что такое теософия?[8]
13. ↑  «James A. Santucci is professor of religious studies and linguistics at California State University, Fullerton».[12]
14. ↑  See, Blavatsky, What Is Theosophy?[13]
15. ↑  «Немецкий пиетизм фундаментально выразил теософские идеи через Экхарта, Таулера, Сузо и Бёме», и едва ли было время, когда «духи оккультной мудрости не витали на фоне европейской мысли».[14]
16. ↑  Cit. Blavatsky, What Is Theosophy?[7]
17. ↑  См. Блаватская, Что такое теософия?[15]
18. ↑  Cit. The Secret Doctrine, vol. 1.[7]
19. ↑  Цит. Блаватская, Что такое теософия?[15]
20. ↑  «Шеллинг употреблял термин „теософия“ для обозначения синтеза мистического богопознания и рациональной философии; близко к этому понятие „свободной теософии“ у Вл. Соловьёва».[17]
21. ↑  Cit. Blavatsky, What Is Theosophy?[18]
22. ↑  См. Блаватская, Что такое теософия?[15]
23. ↑  «To Blavatsky, Theosophy was empirically verifiable (through science, psychic powers, and history)».[20]
24. ↑  Тем не менее, Гудрик-Кларк отметил, что, в отличие от христианской теософии Бёме и его последователей, теософия Блаватской, «адаптировав современные научные идеи, предложила концепцию духовной эволюции человечества, проходящей через бесчисленные миры и эпохи».[23]
25. ↑  Хаммер процитировал в своей диссертации У. К. Джаджа: «Теософия является научной религией».[25]
26. ↑  В англоязычной литературе отчасти установилось правило: термин «Теософия» (с прописной "Т") использовать для описания современной теософии теософских обществ, а термин «теософия» (со строчной "т") — для классической теософии.[27][6] Профессор Годвин дополнительно предложил современных теософов называть исключительно «Теософистами» (англ. Theosophists), а «теософами» (англ. theosophers) называть только приверженцев «традиции религиозного просветления», примером которой являются Бёме и его последователи.[28] Тем не менее, например, профессор Эллвуд этих формальностей не придерживается.[29]
27. ↑  Согласно Бердяеву, теософия [Блаватской] «соединяется с самыми вульгарными философскими течениями и чуждается философии более сложной и глубокой».[31]